# Enganyapastors de sabana
L'enganyapastors de sabana (Caprimulgus affinis) és una espècie d'ocell de la família dels caprimúlgids (Caprimulgidae) que habita el bosc obert, planures amb herba, matollars i ciutats de les terres baixes del nord del Pakistan, l'Índia, sud de la Xina, Indoxina (excepte la Península Malaia), Taiwan, Sumatra (incloent Nias, Bangka, Belitung, i Riau i les Lingga), Borneo, Java (incloent les Karimunjawa), centre i sud de Sulawesi, illes Petites de la Sonda des de Bali i Sumba cap a l'est fins a Alor i l'illa de Timor.

## Taxonomia
Dues subespècies de les illes Filipines, fins fa poc incloses dins aquesta espècie, modernament han estat considerades una espècie diferent: Caprimulgus griseatus arran treballs com ara Sangster et al. 2021.